# Maria Giovanna Clementi
Maria Giovanna Clementi   (Torí, 1690 - Torí, 1761) sobrenomenada la Clementina, va ser una pintora barroca italiana especialitzada en retrats.

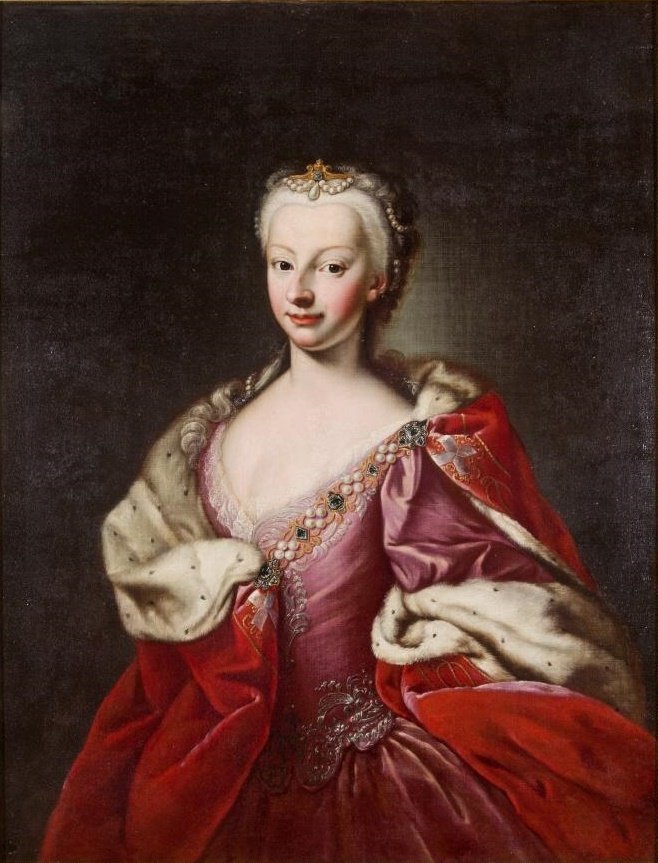
Polixena Cristina de Hesse-Rotenburg, reina de Sardenya, oli sobre llenç, 102 x 80 cm, Museu Cerralbo, Madrid.

Filla d'un cirurgià, deu l'àlies al seu espòs, Giuseppe Bartolomeo Clementi, del qual no es coneix l'ofici. Es va formar a Torí amb Giovanni Battista Curlando, pintor de la cort real, qui la va orientar a especialitzar-se en el retrat. En 1733, residia amb el seu marit en el palau del comte Carlo Giacinto Roero. El mateix any, el cardenal Alessandro Albani va recomanar l'espòs de l'artista al marquès d'Ormea presentant-lo com a marit «di codesta... celebre dipintrice».
Per alguns documents consta que almenys des de 1722 va treballar per a la cort pintant retrats dels membres de la família reial per ser intercanviats amb altres corts europees. Així consta que en 1727 va cobrar per les còpies «di sette ritratti della famiglia Reale di Spagna» i en 1738 per un retrat original de Polissena Cristina d'Assia, segona esposa de Carles Manuel III de Sardenya, que presumiblement es conserva en el Museu Cerralbo de Madrid. També se li atribueix, entre d'altres, el retrat de Carles Manuel III conservat en la Galleria Sabauda de Torí, atribuït anteriorment a Charles-André van Lloo i del qual en devia fer diverses còpies; una d'elles és propietat del National Trust del Regne Unit.